# (2556) Louise
(2556) Louise (1981 CS; 1951 WK2; 1972 HV; 1976 SN1) ist ein ungefähr sechs Kilometer großer Asteroid des inneren Hauptgürtels, der am 8. Februar 1981 vom US-amerikanischen Astronomen Norman G. Thomas am Lowell-Observatorium, Anderson Mesa Station (Anderson Mesa) in der Nähe von Flagstaff, Arizona (IAU-Code 688) entdeckt wurde.

## Benennung
(2556) Louise wurde nach Carol Louise Thomas-Baltutis, der jüngsten Tochter des Entdeckers Norman G. Thomas, benannt.